# Дхвани
Дхва́ни (санскр. ध्वनि dhvani, «звук», «отзвук», «намек») — учение в средневековой индийской поэтике, разработанное индийским теоретиком Анандавардханой (IX в.) в его трактате «Дхваньялока».

## Предыстория
В Индии существовали две основные традиции эстетической мысли:
- Учение о расе («вкусе») в рамках драматаургии — едином эмоциональном тоне произведения, который должен ощутить зритель;
- Учение об аланкарах («украшениях») в рамках нормативной поэтики — о приемах художественной выразительности.

Анандавардхана попробовал объединить две эти традиции: нормативную поэтику и учение о расе. Он перенес теорию о расе на литературный материал. Анандавардхана считал, что понимать расу нужно не только как эстетическую эмоцию от драматического действия, но и от литературного произведения.

## Суть учения
Во-первых, поэтическая речь перестала восприниматься отдельно от автора. Анандавардхана установил, что произведение имеет определенный авторский посыл, который должен ощутить читатель.
Во-вторых, Анандавардхана объявил, что семантическая двуплановость — главное отличие поэзии от других форм речи. Поэтические высказывания имеют два слоя:
1. Слой выраженного значения, который воспринимается всеми;
2. Слой невыраженного, подразумеваемого значения, который способен воспринять только знаток поэзии.

Анандавардхана соглашается с представлениями об основе, «теле» поэзии как о сочетании слова и выражаемого им смысла. Он говорит о важности как души, так и тела. Ведь без тела душа не может выразить себя. «Душой» поэзии он считает дхвани как скрытый суггестивный смысл поэтического высказывания.  Благодаря выраженному значению мы осознаем невыраженное. Однако одно значение не отменяет другое. Анандавардхана приводит пример со светильником: поэтическое высказывание — лампа, которая освещает сама себя, своё собственное значение, в то же самое время освещает и что-то ещё. Поэтому невыраженное значение часто называют «проявляемым» (vyangya).
Таким образом, поэт, как человек, который заботится об источнике света: стремясь передать скрытый смысл, он не должен пренебрегать явным.
Используя различные стилистические фигуры, поэт должен возбудить у читателя эстетическое чувство. Именно в тот момент, когда знаток воспринимает скрытый смысл высказывания, он улавливает эмоцию (расу) и получает эстетическое удовольствие.
Подразумеваемое значение делится на три группы:
- Простая вещь (васту-дхвани)
- Украшение (аламкара-дхвани)
- Раса и прочее (раса-дхвани)

## Оказанное влияние
Впервые была создана логичная система классификации стилистических приемов, поставлена проблема выбора стилистических средств согласно замыслу автора, высказана мысль о взаимосвязанности всех уровней поэтического произведения, введены вопросы сюжета и композиции в поэзии. Это оказало влияние на всё дальнейшее развитие средневековой индийской поэтики. Наиболее значимо то, что учение о дхвани повлияло на эстетическую теорию Абхинавагупты.